# Arcidiocesi di Lussemburgo

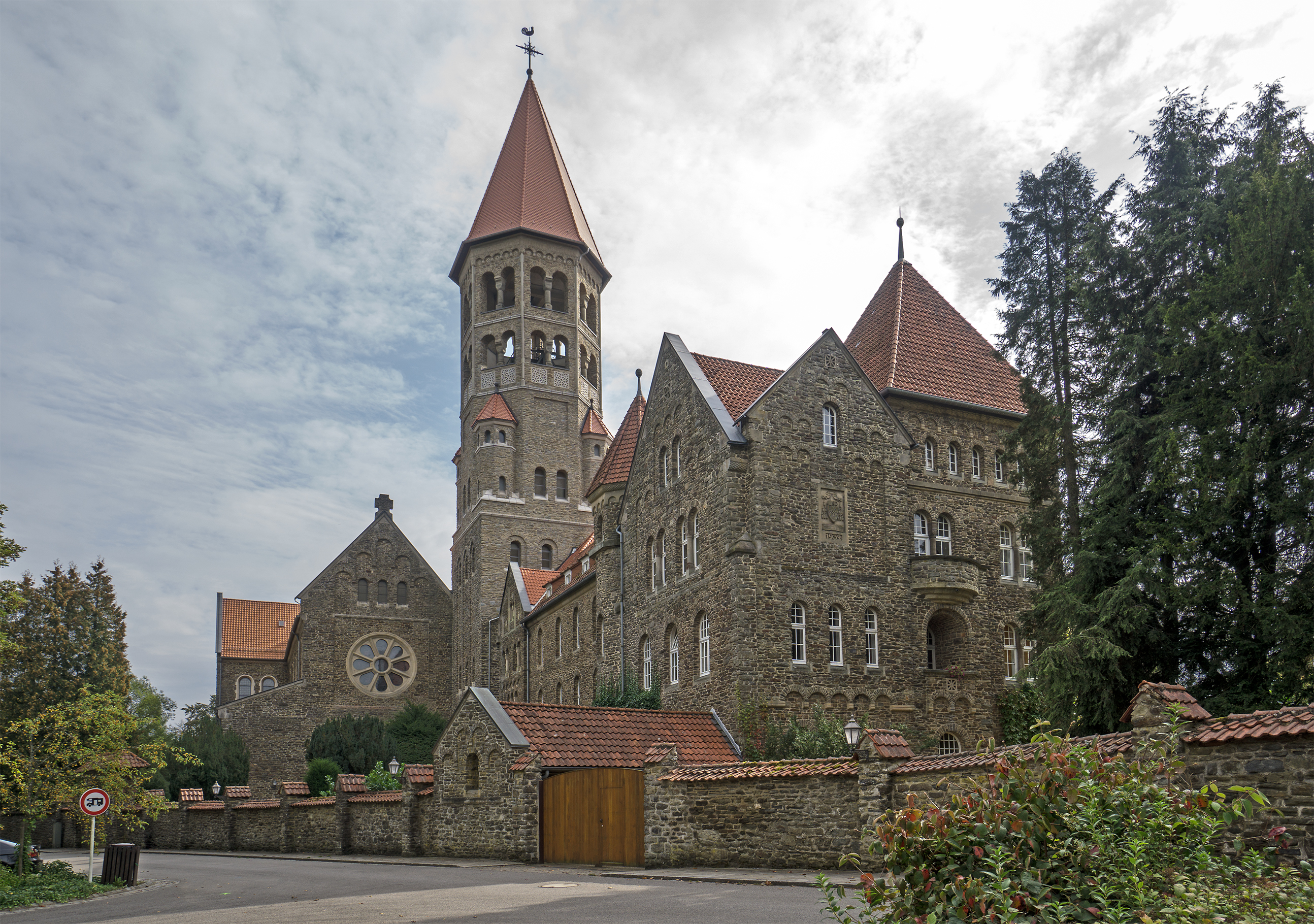
Il complesso dell'abbazia dei Santi Maurizio e Mauro di Clervaux, edificata tra il 1909 ed il 1910.

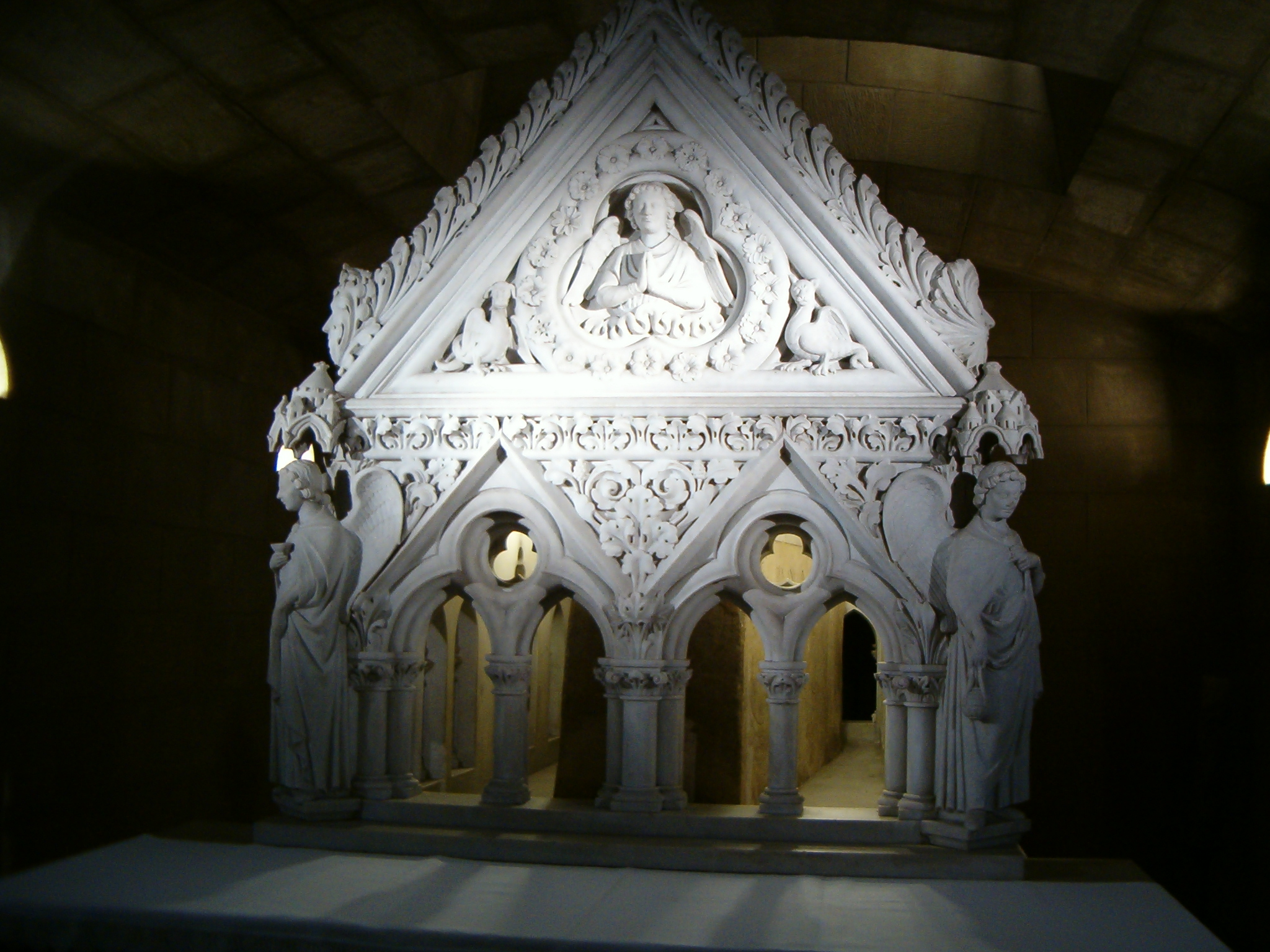
La tomba di san Villibrordo, conservata all'interno della chiesa dell'abbazia di Echternach.

L'arcidiocesi di Lussemburgo (in latino: Archidioecesis Luxemburgensis) è una sede della Chiesa cattolica in Lussemburgo immediatamente soggetta alla Santa Sede. Nel 2021 contava 456.800 battezzati su 626.000 abitanti. È retta dall'arcivescovo cardinale Jean-Claude Hollerich, S.I.

## Territorio
L'arcidiocesi comprende l'intero Granducato del Lussemburgo.
Sede arcivescovile è la città di Lussemburgo, dove si trova la cattedrale di Nostra Signora. Nel territorio si trovano anche l'ex abbazia nullius dei Santi Maurizio e Mauro a Clervaux, e l'abbazia di Echternach, la cui chiesa ha il rango di basilica minore.
Il territorio si estende su 2.586 km² ed è suddiviso in 275 parrocchie, raggruppate in 5 regioni pastorali e 14 decanati: Bettembourg, Clervaux, Diekirch, Echternach, Esch-sur-Alzette, Grevenmacher, Koerich, Lussemburgo Est, Lussemburgo Ovest, Mersch, Ospern, Remich, Vianden e Wiltz.

## Storia
Fino alla rivoluzione francese, dal punto di vista ecclesiastico il territorio del Granducato era parte della diocesi di Liegi a nord, e dell'arcidiocesi di Treviri a sud. Con la bolla Qui Christi Domini del 29 novembre 1801, con la quale papa Pio VII riorganizzava le circoscrizioni ecclesiastiche cattoliche della Prima Repubblica francese, il territorio del Lussemburgo entrò a far parte della diocesi di Metz. Nel 1823, gran parte del suo territorio fu annesso a quello della diocesi di Namur.
Con il raggiungimento dell'indipendenza statale, anche la Chiesa lussemburghese fu resa autonoma da quella belga e tedesca e il 2 giugno 1840 venne eretto definitivamente il vicariato apostolico di Lussemburgo per effetto del breve Ubi universalis Ecclesiae di papa Gregorio XVI, ricavandone il territorio dalle diocesi di Liegi e di Namur. Già nel 1833 il vicariato apostolico era stato eretto ad interim.
Il 27 settembre 1870 il vicariato apostolico fu elevato a diocesi con il breve In hac Beati Petri di papa Pio IX.
Il 4 agosto 1937 cedette una porzione di territorio a vantaggio dell'erezione dell'abbazia territoriale dei Santi Maurizio e Mauro di Clervaux, che fu tuttavia soppressa nel 1946 ed il suo territorio reintegrato in quella della diocesi lussemburghese.
La diocesi è stata elevata al rango di arcidiocesi il 23 aprile 1988 con la bolla Sicut homines di papa Giovanni Paolo II.

## Cronotassi degli arcivescovi
Si omettono i periodi di sede vacante non superiori ai 2 anni o non storicamente accertati.
- Johann Theodor van der Noot † (25 dicembre 1833 - 8 novembre 1841 dimesso)[6]
- Jean-Théodore Laurent † (1º dicembre 1841 - 10 luglio 1856 dimesso)
- Nicolas Adames † (27 marzo 1863[7] - 27 ottobre 1883 dimesso[8])
- Johannes Joseph Koppes † (28 settembre 1883 - 29 novembre 1918 deceduto)
- Pierre Nommesch † (8 marzo 1920 - 9 ottobre 1935 deceduto)
- Joseph Laurent Philippe, S.C.I. † (9 settembre 1935 succeduto - 21 ottobre 1956 deceduto)
- Léon Lommel † (21 ottobre 1956 succeduto - 13 febbraio 1971 ritirato)
- Jean Hengen † (13 febbraio 1971 succeduto - 21 dicembre 1990 ritirato)
- Fernand Franck (21 dicembre 1990 - 12 luglio 2011 ritirato)
- Jean-Claude Hollerich, S.I., dal 12 luglio 2011

## Statistiche
L'arcidiocesi nel 2021 su una popolazione di 626.000 persone contava 456.800 battezzati, corrispondenti al 73,0% del totale.
| anno | popolazione | popolazione | popolazione | presbiteri | presbiteri | presbiteri | presbiteri                | diaconi | religiosi | religiosi | parrocchie |
| anno | battezzati  | totale      | %           | numero     | secolari   | regolari   | battezzati per presbitero | diaconi | uomini    | donne     | parrocchie |
| ---- | ----------- | ----------- | ----------- | ---------- | ---------- | ---------- | ------------------------- | ------- | --------- | --------- | ---------- |
| 1950 | 289.500     | 291.000     | 99,5        | 601        | 501        | 100        | 481                       |         | 220       | 1.800     | 267        |
| 1969 | 315.475     | 335.113     | 94,1        | 524        | 437        | 87         | 602                       |         | 135       | 1.708     | 240        |
| 1980 | 344.100     | 362.211     | 95,0        | 457        | 359        | 98         | 752                       |         | 132       | 1.251     | 274        |
| 1990 | 356.155     | 374.900     | 95,0        | 352        | 269        | 83         | 1.011                     | 2       | 109       | 964       | 274        |
| 1999 | 372.800     | 423.700     | 88,0        | 286        | 205        | 81         | 1.303                     | 7       | 99        | 706       | 275        |
| 2000 | 377.700     | 429.200     | 88,0        | 283        | 206        | 77         | 1.334                     |         | 92        | 686       | 275        |
| 2001 | 378.000     | 435.700     | 86,8        | 279        | 207        | 72         | 1.354                     | 7       | 85        | 650       | 275        |
| 2002 | 380.000     | 441.300     | 86,1        | 268        | 196        | 72         | 1.417                     | 7       | 85        | 619       | 275        |
| 2003 | 382.000     | 441.300     | 86,6        | 255        | 187        | 68         | 1.498                     | 7       | 81        | 595       | 275        |
| 2004 | 388.000     | 448.300     | 86,5        | 248        | 180        | 68         | 1.564                     | 7       | 80        | 566       | 275        |
| 2013 | 411.000     | 537.000     | 76,5        | 205        | 148        | 57         | 2.004                     | 6       | 68        | 371       | 275        |
| 2016 | 425.000     | 576.000     | 73,8        | 186        | 133        | 53         | 2.284                     | 8       | 67        | 343       | 275        |
| 2019 | 439.280     | 602.005     | 73,0        | 178        | 123        | 55         | 2.467                     | 15      | 70        | 297       | 275        |
| 2021 | 456.800     | 626.000     | 73,0        | 168        | 125        | 43         | 2.719                     | 19      | 60        | 260       | 275        |